# David Ledy
David Ledy est un footballeur français né le 22 septembre 1987 à Altkirch évoluant au FC Martigues.

## Biographie
David Ledy débute avec l'équipe première du Racing Club de Strasbourg Alsace en 2008 en Ligue 2 et dispute 7 matchs. La saison suivante, il joue 26 matchs pour 3 buts, mais son équipe est reléguée en National.
Il y joue 37 matchs et marque 11 buts mais Strasbourg rate de peu la remontée en Ligue 2.
Malgré la liquidation judiciaire et la rétrogradation du club en CFA 2, il signe un contrat fédéral de 4 ans. 
Il participe pendant la saison 2011-2012 à la montée du Racing en CFA, en marquant 20 buts en 26 rencontres en championnat. Un chant lui est dédié après chaque but "Ledy Lay ". 
Son surnom est aussi Fußballgott .
Il quitte en 2014, Strasbourg pour le FC Martigues sur un bilan de 161 matchs pour 63 buts pour le club alsacien.